# Bogusław Bobrański

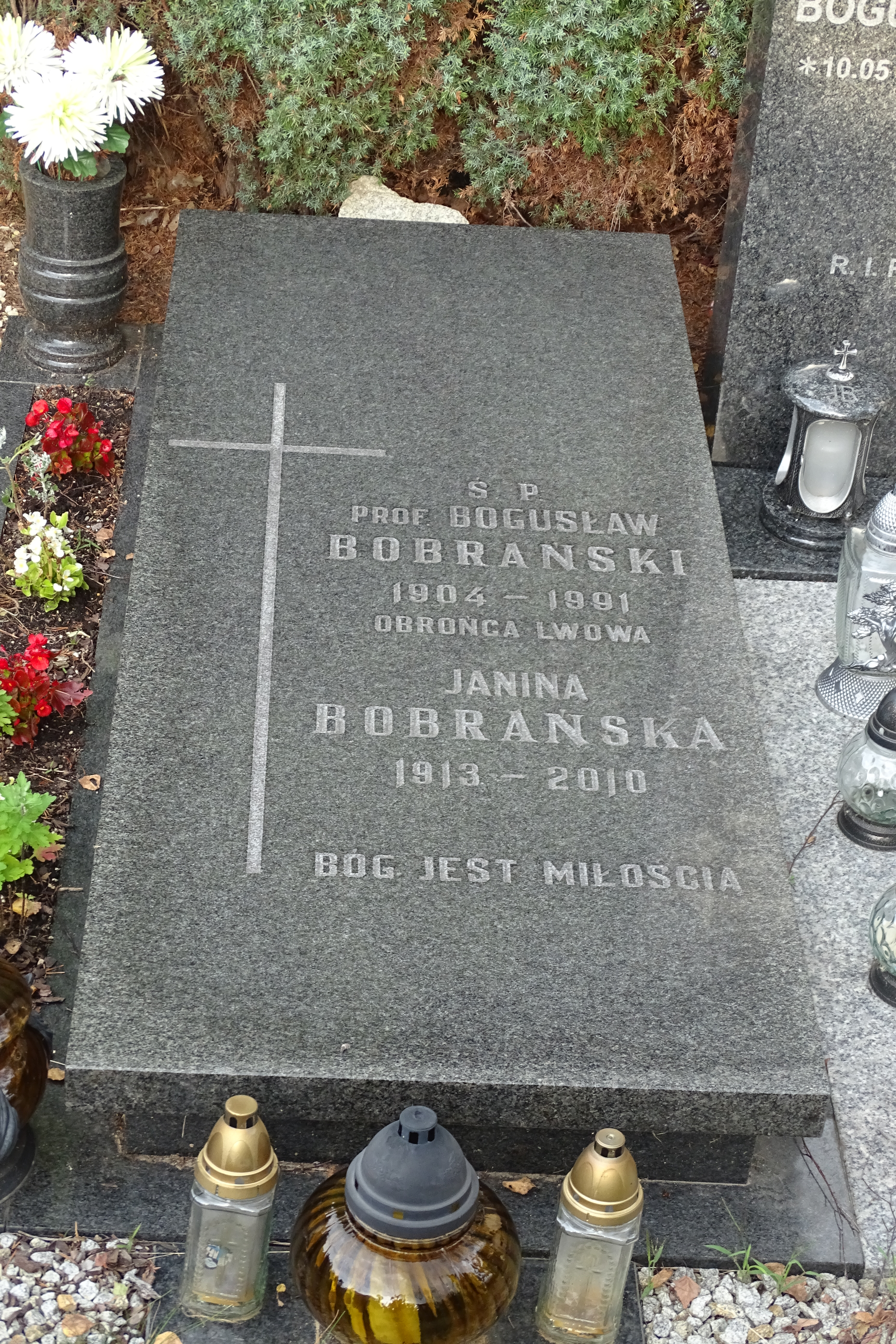
Grób prof. B. Bobrańskiego na cmentarzu św. Rodziny we Wrocławiu

Bogusław Bobrański (ur. 10 maja 1904 r. w Nowym Sączu, zm. 28 czerwca 1991 we Wrocławiu) – polski profesor doktor habilitowany chemii organicznej oraz farmacji. Rektor Akademii Medycznej we Wrocławiu w latach 1957–1962 przez dwie kadencje.

## Życiorys
Absolwent Wydziału Chemicznego Politechniki Lwowskiej. Dyplom inżyniera odebrał w 1926 r., ale już rok wcześniej pracował w Katedrze Chemii Organicznej swojej uczelni pod kierunkiem prof. Edwarda Suchardy. Stopień doktora uzyskał w 1929 r. a habilitację w 1932 r. Wtedy też został kierownikiem Zakładu Chemii Organicznej i Farmaceutycznej na Oddziale Farmacji Uniwersytetu Jana Kazimierza we Lwowie. Podczas wojny, krótko pracował jako profesor w Państwowym Instytucie Medycznym we Lwowie, kierując Zakładem Chemii Farmaceutycznej.
Po przymusowym wysiedleniu ze Lwowa w 1946 znalazł się we Wrocławiu. Pracował na Oddziale Farmaceutycznym przy Wydziale Lekarskim miejscowej Politechniki i Uniwersytetu. Został kierownikiem Katedry Chemii Organicznej i Farmaceutycznej wrocławskiej Akademii Medycznej. W 1956 został mianowany profesorem zwyczajnym.
Prowadził szerokie badania nad związkami organicznymi, szczególnie nad lekami psychotropowymi. W 1956 roku zsyntetyzował związek barbiturowy proksybarbal, który po pozytywnych próbach klinicznych znalazł zastosowanie w lecznictwie polskim pod nazwą handlową leku Ipronal, oraz na Węgrzech jako Vasalgin. Współpracował z przemysłem chemicznym i farmaceutycznym.
Napisał 150 prac eksperymentalnych w kraju i za granicą oraz podręczników akademickich. Promotor szesnastu prac doktorskich. Pięciu z doktorantów prof. Bobrańskiego zostało później profesorami.
Został pochowany na Cmentarzu Świętej Rodziny we Wrocławiu.

## Kariera
- 1950: dziekan Wydziału Farmaceutycznego Akademii Medycznej
- 1955: organizacja Zakładu Syntezy Organicznej w Instytucie Immunologii i Terapii Doświadczalnej im. L. Hirszfelda we Wrocławiu.
- 1956: profesor zwyczajny Akademii Medycznej.
- 1957–1962: pełnił funkcję rektora przez dwie kadencje
- 1960: członek korespondent PAN[3]
- 1970: członek rzeczywisty PAN[3]

## Członkostwo
- do 1968: przewodniczący Komitetu Nauk Farmaceutycznych PAN
- do 1969: wiceprzewodniczący Komitetu Terapii Doświadczalnej PAN
- członek Rady Naukowej Instytutu i Terapii Doświadczalnej PAN we Wrocławiu.
- Wielokrotny członek Rady Naukowej przy Ministrze Zdrowia. Rady Naukowej Instytutu Leków, Komisji Leków.
- Wrocławskie Towarzystwo Naukowe
- Polskie Towarzystwo Chemiczne
- Polskie Towarzystwo Farmaceutyczne
- honorowo Società Italiana di Scienze Farmaceutiche

Pomimo żelaznej kurtyny, często wyjeżdżał na zjazdy naukowe do USA, Szwajcarii, Danii, Austrii, Holandii. Zapraszany na wykłady w Marsylii, Montpellier, Tuluzie, Lyonie, Paryżu, Bordeaux oraz na uniwersytetach w Szwecji i we Włoszech.

## Wybrane publikacje
- Analiza ilościowa związków organicznych (PWN, 1956)
- Chemia organiczna (Wydawnictwo Naukowe PWN, 1992) ISBN 83-01-10480-5

## Ordery i wyróżnienia
- Krzyż Komandorski Orderu Odrodzenia Polski
- Krzyż Oficerski Orderu Odrodzenia Polski
- Krzyż Kawalerski Orderu Odrodzenia Polski (1954)[4]
- doktor honoris causa Akademii Medycznej we Wrocławiu

## Upamiętnienie
Od 2018 roku jest patronem ulicy na wrocławskim Gaju.